# Punta Holmestrand
El punta Holmestrand (en inglés: Holmestrand Point) es una punta en el lado oeste de Jossac Bight, en la costa sur de Georgia del Sur. El nombre aparece en un gráfico basado en encuestas realizadas por el personal de Investigaciones Discovery durante 1925 y 1930, pero probablemente fue aplicada anteriormente por balleneros noruegos que operan desde la isla.